# M.I. High
M.I. High est une série télévisée britannique en 88 épisodes de 28 minutes créée par Keith Brumpton et diffusée entre le 7 janvier 2007 et le 31 mars 2014 sur la BBC.
En France, la série est diffusée depuis le 25 août 2008 sur Disney Channel et Disney XD.

## Synopsis
La série raconte les aventures de Daisy, Rose et Blane, des élèves de l'enseignement secondaire à St Hope (Angleterre) et à la fois espions, ils sont dirigés par Lenny BicKnell (qui travaille comme gardien de l'école).
Le XXIe siècle est confronté à une menace d'un nouveau genre. Les espions traditionnels sont dépassés et MI9 doit former une nouvelle génération d'agents secrets compétents, ils sont cachés là où aucun bandit n'aura l'idée d'aller les chercher : bienvenue à M.I. High.
À chaque fois les agents sont convoqués pour une mission par un communicateur déguisé en crayon HB traditionnel. Rose, Daisy et Blane doivent à chaque fois trouver une excuse pour s'éclipser. Ils arrivent au QG (Quartier Général) grâce à un ascenseur d'une grande vitesse dans la réserve du gardien.

## Distribution
- Chris Stanton : Mr. Dave Flatley (87 épisodes, 2007-2014)
- Jonny Freeman (en) : Frank London (65 épisodes, 2008-2014)
- Rachel Petladwala : Rose Gupta (62 épisodes, 2007-2011)
- Channelle Owen : Mrs. King (52 épisodes, 2008-2014)
- Charlene Osuagwu : Carrie Stewart (39 épisodes, 2008-2011)
- Ben Kerfoot : Oscar Cole (39 épisodes, 2008-2011)
- Jenny Huxley Golden : Avril Franklin (38 épisodes, 2008-2011)
- Eliza Cummings-Cove : Davina Berry (38 épisodes, 2008-2011)
- Sam Melvin : Scoop Doggy (37 épisodes, 2008-2011)
- Joseph Cocklin : Donovan Butler (37 épisodes, 2008-2011)
- Julian Bleach (en) : Grandmaster (29 épisodes, 2008-2013)
- Oyiza Momoh : Aneisha Jones (26 épisodes, 2013-2014)
- Sam Strike (en) : Daniel Morgan (26 épisodes, 2013-2014)
- Oscar Jacques (en) : Tom Tupper (26 épisodes, 2013-2014)
- Paul Bamford : Roly Donaldson (26 épisodes, 2013-2014)
- Rebecca Palmer : Stella Knight (24 épisodes, 2007-2014)
- Bel Powley (VFB : Alice Ley) : Daisy Millar (23 épisodes, 2007-2008)
- Moustafa Palazli Chousein-Oglou : Blane Whittaker (23 épisodes, 2007-2008)
- Danny John-Jules : Lenny Bicknall (23 épisodes, 2007-2008)
- Bethany Denville : Zara (23 épisodes, 2007-2008)
- Anthony Genas : Homie Apathy (23 épisodes, 2008-2011)
- Jane Cameron : Ms. Templeman (22 épisodes, 2007-2008)
- Scott Gibbins : Stewart Critchley (22 épisodes, 2007-2008)
- Sam Ardley : Fifty Pence (22 épisodes, 2007-2008)
- Jonathan Rhodes : Chief Agent Stark (16 épisodes, 2010-2011)
- Natasha Watson : Zoe (13 épisodes, 2013)
- Julia Brown (en) : Keri (13 épisodes, 2014)
- Josh Haynes : Byron Ditchwater (13 épisodes, 2013)
- Megan McGill : Lady J (13 épisodes, 2014)
- Sandy Bain : Preston (13 épisodes, 2014)
- Princess Webb : Letitia (13 épisodes, 2008)
- Pollyanna McIntosh : Crime Minister (13 épisodes, 2013-2014)

## Épisodes

### Première saison (2007)
1. Première Mission : l'équipe du MI9 va devoir démasquer un faux Premier ministre et ainsi sauver le monde de la troisième guerre mondiale.
2. Zombies : les jeunes espions de MI High doivent enquêter sur un groupe de jeunes musiciens qui transforment tous les adolescents qui assistent à leurs concerts en zombies.
3. Grand Froid : alors que nous sommes en plein été, une vague de froid déferle sur la Grande-Bretagne. De plus, partout dans le monde, se produit un dérèglement climatique très bizarre. Nos trois héros vont devoir aller enquêter au centre de météorologie national.
4. Et la lumiere fut... : d'étranges coupures d'électricité se produisent dans tout le pays. Un certain monsieur Gilbert semble en être le responsable. Pour quelle raison fait-il ceci et surtout comment ?
5. Le Ver : un jeune expert en informatique arrive à pirater les ordinateurs de la base spatiale d'Angleterre. Il veut empêcher le lancement du missile Sparta. Il faut le stopper au plus vite sinon le pays court un gros risque.
6. Le Nouveau : Chad, un nouvel élève américain arrive à MI High. Les filles succombent à son charme et Daisy est aux anges quand elle découvre que Chad est un agent envoyé par la CIA. Nos trois héros et lui vont travailler ensemble sur le MT 3000...
7. Animaux espions : devant faire ses preuves pour intégrer Skul, un scientifique se déguise en marchand de glaces et entreprend de prouver qu'il y a des agents secrets basés à St Hope
8. Jeunesse éternelle : à l'aide de Vanessa Zeitgeist, le grand maître tente de prendre le pouvoir de la planète. Il utilise un produit qui donne aux gens un âge mental proche de celui d'un enfant de quatre ans.
9. Le Désarmeur : Towser, enfant génie, a inventé le désarmeur. Cet appareil destiné à arrêter les missiles avant qu'ils ne touchent leurs cibles n'est pas du goût du général Scarp qui craint qu'il n'y ait plus de guerre...
10. L'OVNI : tôt le matin, Stewart assiste à l'atterrissage d'un ovni. Ses suppositions laissent tout le monde sceptique jusqu'à ce que nos trois héros soient appelés en mission pour retrouver le vaisseau...

### Deuxième saison (2008)
1. Soupçon de magie : au cours d'une cérémonie organisée par MI9, un magicien fait monter la Présidente des États-Unis sur scène pour un numéro de disparition. Seulement, lorsqu'il ouvre la porte de la boîte, la Présidente a bel et bien disparu.
2. Al, un ami qui vous veut du bien : le MI9 a décidé de tester son nouveau système d'intelligence artificielle au lycée St Hope : Allen. Grâce aux caméras de surveillance du lycée, elle repère toute infraction au règlement. Mais très vite, elle décide de prendre le contrôle de l'école.
3. Une collection d'enfer : nos petits espions du MI-9 sont chargés d'enquêter sur Lorenzo Ferrago, un créateur de mode qui souhaite devenir le plus grand styliste au monde. Au lycée, des marques verdâtres apparaissent sur la peau des étudiants qui portent des vêtements Ferrago...
4. Transfert d'énergie : à l'occasion de la journée sportive, une étrange malédiction s'abat dans les lycées : tous les étudiants qui ont participé aux séances d'exercices de Maximus Fiticus, l'empereur du fitness, s'endorment et ne se réveillent pas.
5. Un coupable idéal : une vague de cambriolage sévit dans tout le pays, impliquant tous des élèves modèles et sans histoire. Même Lenny a été filmé en train de cambrioler une bijouterie, ce qui lui vaut d'être démis de ses fonctions au sein de MI High.
6. Les Bonnes Manières : selon la ministre de l'Éducation, Mary Taylor, les enfants britanniques seraient de plus en plus incontrôlables et indisciplinés ; vidéos et témoignages à l'appui. Face à cela, elle annonce un décret sur la morale et les bonnes manières...
7. Épidémie de grippe : une épidémie de grippe touche toute la Grande-Bretagne.
8. Nano poux : toutes les communications du pays sont brouillées. Très vite, nos trois héros font le rapprochement entre les zones sinistrées par le brouillage des communications et les zones dans lesquelles les élèves de Grande-Bretagne sont infestés de poux.
9. Les Nouvelles Recrues : alors que Blane, Rose et Daisy s'apprêtent à passer un grand contrôle de maths, Lenny les convoque pour un examen d'un autre genre. En effet, ils devront passer un test d'aptitude pour MI9, sous la surveillance de James Blonde, un ancien agent MI9 et découvrent de nouvelles recrues qui sont des anciens truands qu'ils ont arrêté auparavant.
10. Les Bijoux de la reine : sept des huit plus gros diamants de Grande-Bretagne ont été volés. Le huitième n'est autre que le Koh-i-noor, le diamant qui orne la couronne royale. Pour plus de sécurité, la Reine le fait transférer au QG de MI9 à Saint Hope
11. L'Avion espion : quelques minutes avant de présenter un avion qui peut être invisible, celui-ci a été volé.
12. Les plantes attaquent : le ministre du logement a été attaqué par une plante géante. Les élèves partent pour une journée en plein air dans une forêt, cela permet au MI9 de résoudre l'affaire des plantes qui s'attaquent aux humains...
13. La Fin du monde : un astéroïde menace de s'écraser sur la Terre le jour du spectacle de danse de l'école. Le MI 9 doit retrouver le docteur Von Quark pour pouvoir empêcher cette catastrophe qui entraînerait la fin du monde.

### Troisième saison (2009)
1. Le retour du grand maître : Le MI9 intervient pour stopper la trute, un ancien informaticien.

## Personnages
- Lenny Bicknall : Lenny travaille comme gardien de l'école St Hope mais dirige aussi la nouvelle équipe du MI9, des agents espions.
- Rose Gupta (Rachel Petladwala) : 13 ans, étudiante à St Hope mais aussi une espionne du MI9, elle a été recrutée pour ses capacités scientifiques et techniques.
- Blane Whittaker (Moustafa Palazli Chousein-Oglou) : 13 ans, il est lui aussi un étudiant de St Hope, mais il est très mauvais élève, il est aussi espion. Il a été recruté par le MI9 car il maîtrise les arts martiaux.
- Daisy Millar (Bel Powley) : étudiante à St Hope et espionne du MI9, elle a été recrutée comme "cameleon social". Elle est issue d'une riche famille, ses parents travaillent à l'étranger.
- Le grand-maître : c'est celui qui crée la plupart des missions du MI9. Il essaie de contrôler le monde grâce à plusieurs personnes qu'il paye mais qui échouent toujours grâce à l'équipe du MI9. Le grand-maître dirige S.K.U.L (Super Kriminal Undeworld League). Il a un lapin qu'il appelle "le général Flopsy".
- Mr Flatley : directeur de St Hope.
- Miss Templman : professeur à l'école St Hope.
- Stewart : le meilleur ami de Blane qui le laisse toujours en plan.
- Tristan McGirthPatrick : Un ancien professeur